# みどりの駅

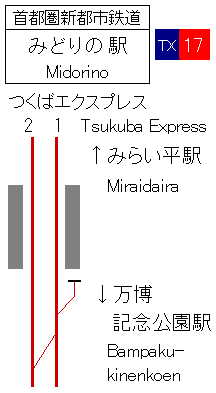
配線図

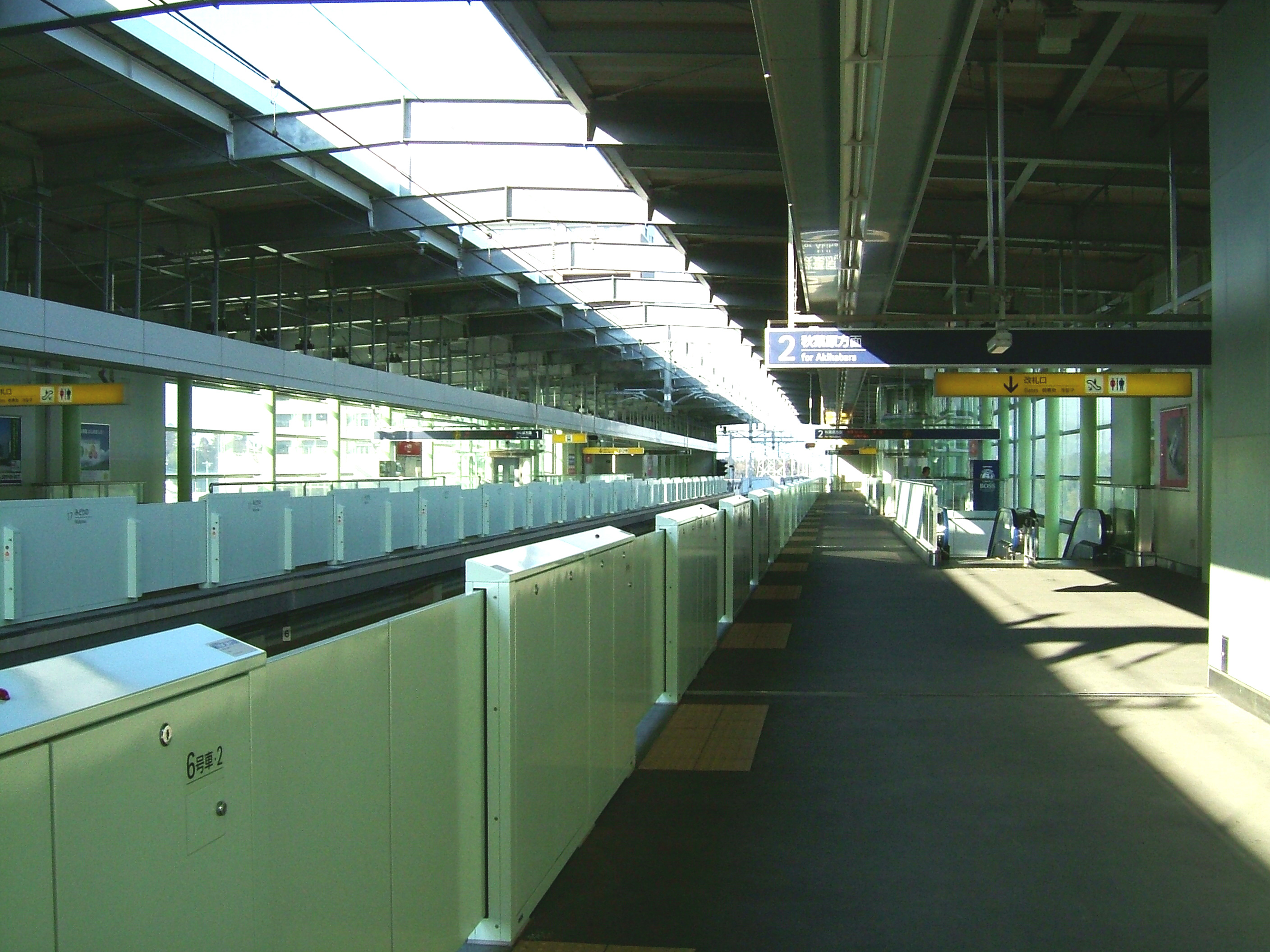
ホーム（2008年1月）

みどりの駅（みどりのえき）は、茨城県つくば市みどりの一丁目にある首都圏新都市鉄道つくばエクスプレスの駅である。駅番号はTX17。

## 歴史
古くから開けた谷田部界隈の鉄道駅構想としては1923年の常南電気鉄道谷田部線に遡る。同線は未成線に終わり、1928年に免許を取得した筑波高速度電気鉄道も後年失効し、「谷田部駅」が実現することはなく、隣接する下萱丸に当駅が開業するまで長らく鉄道の恩恵を受けることがなかった。その代わりに谷田部は路線バス網の拠点として発達した。当駅はその交通結節点の役割を発展的に継承することになる。当駅の仮称は「萱丸駅」（かやまるえき）であった。
- 2005年（平成17年）8月24日 - つくば市下萱丸382番地に開業。
- 2016年（平成28年）5月21日 - 町名変更及び地番整理事業により、所在地住所がつくば市みどりの一丁目29番地3に変更される[1]。

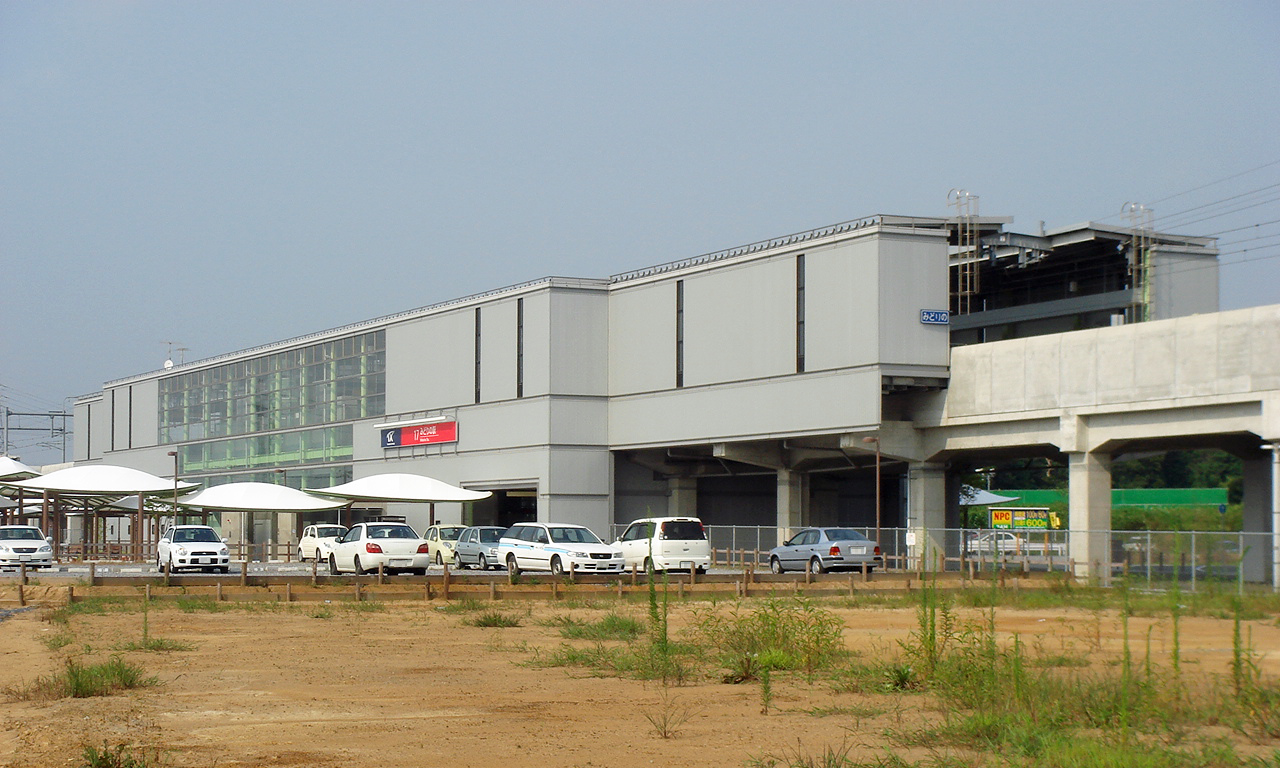
開業翌年の駅舎全景

## 駅構造
相対式ホーム2面2線を有する高架駅。

### のりば
| 番線 | 路線               | 方向 | 行先       |
| ---- | ------------------ | ---- | ---------- |
| 1    | つくばエクスプレス | 下り | つくば方面 |
| 2    | つくばエクスプレス | 上り | 秋葉原方面 |

## 利用状況
2024年度の1日平均乗車人員は5,537人である。
開業以来の1日平均乗車人員推移は下記の通り。
| 年度               | 1日平均 乗車人員 |
| ------------------ | ---------------- |
| 2005年（平成17年） |                  |
| 2006年（平成18年） | 1,415            |
| 2007年（平成19年） | 1,872            |
| 2008年（平成20年） | 2,205            |
| 2009年（平成21年） | 2,366            |
| 2010年（平成22年） | 2,575            |
| 2011年（平成23年） | 2,690            |
| 2012年（平成24年） | 2,924            |
| 2013年（平成25年） | 3,195            |
| 2014年（平成26年） | 3,344            |
| 2015年（平成27年） | 3,706            |
| 2016年（平成28年） | 3,952            |
| 2017年（平成29年） | 4,326            |
| 2018年（平成30年） | 4,651            |
| 2019年（令和元年） | 4,846            |
| 2020年（令和02年） | 3,322            |
| 2021年（令和03年） | 3,950            |
| 2022年（令和04年） | 4,838            |
| 2023年（令和05年） | 5,331            |
| 2024年（令和06年） | 5,537            |

## 駅周辺

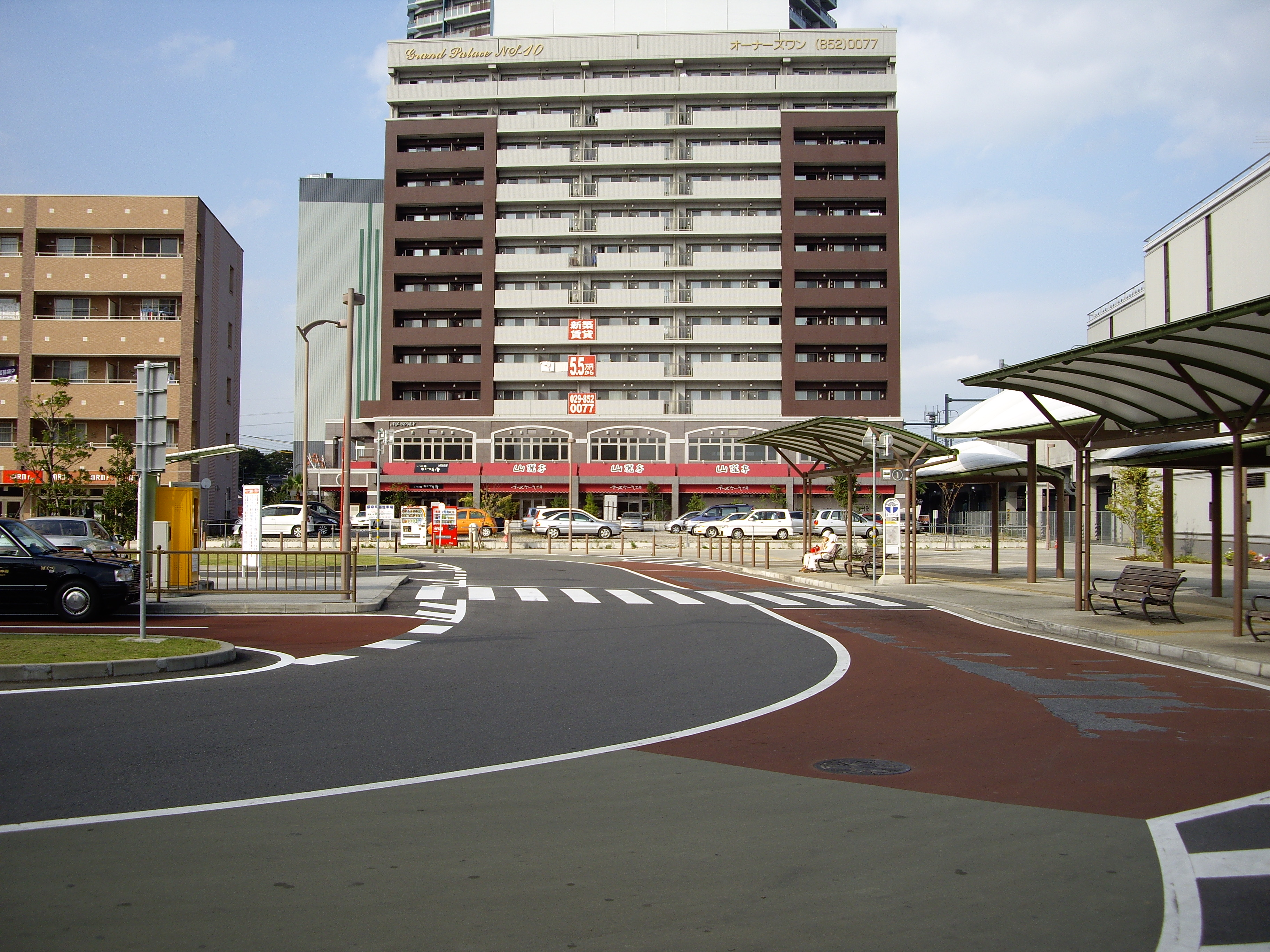
西口の駅前広場

駅周辺は独立行政法人都市再生機構 (UR) によってつくばエクスプレスタウンつくばみどりの里地区として開発され、戸建住宅や高層マンションが建ち並んでいる。駅の北・東には当駅の仮称「萱丸」の由来となった上萱丸・下萱丸の集落があり、南西にはつくばみどりの工業団地、その隣のつくばみらい市部分には福岡地区工業専用地域がある。また、駅北側には国道354号が通っており、バスが谷田部市街、筑波農林研究団地を結んでいる。

### 西口
- 筑波銀行
- カスミ
- ウエルシア
- みどりのメディカルモール
  - おがわ内科
  - いちご薬局
- ジェントルヒルみどりの（庭園邸宅街）
- ルナつくばみどりの クルムヒルズ
- ライオンズタワーみどりのスタイリーナ
- パナホーム
- つくばみどりの工業団地
  - クボタ
  - 伊藤製鐵所
  - 荒井製作所
- 福岡堰
- 小貝川

### 東口
- みどりの学園義務教育学校
- 常磐自動車道 谷田部インターチェンジ
- 鹿島アントラーズつくばアカデミーセンター
- 谷田部商店街
- つくば市立谷田部小学校
- つくば市民ホールやたべ
- 谷田部総合体育館
- つくば市立谷田部中学校
- 谷田部ショッピングセンター
  - ヨークベニマル
  - カワチ
- 関東鉄道つくば中央営業所
- 筑波学園病院
- 南消防署
- つくばリサーチパーク羽成
  - 久光製薬
  - 古河機械金属株式会社
  - 上野製薬研究所
  - 興和
  - ファナック
- 農林団地
  - 農業・食品産業技術総合研究機構
  - 中央農業総合研究センター
  - 作物研究所
  - 食品総合研究所
  - 農村工学研究所
  - 農林水産技術会議
  - 農業生物資源研究所
  - 農業環境技術研究所

### バス
駅西側広場内にある1番乗り場に「つくバス」、2番乗り場に一般路線バスが発着する。
つくバス
| 乗場 | 系統             | 主要経由地                     | 終点               | 運行会社  |
| ---- | ---------------- | ------------------------------ | ------------------ | --------- |
| 1番  | 谷田部シャトル   | 科学万博記念公園               | 研究学園駅         | ■関東鉄道 |
| 1番  | 谷田部シャトル   | 飯田                           | 谷田部窓口センター | ■関東鉄道 |
| 1番  | 自由ヶ丘シャトル | 農林団地中央・茎崎窓口センター | 富士見台           | ■関東鉄道 |
| 1番  | 西部シャトル     | 万博記念公園駅・上郷上宿       | とよさと病院       | ■関東鉄道 |

一般路線バス
| 乗場 | 系統 | 主要経由地                                     | 行先         | 運行会社  |
| ---- | ---- | ---------------------------------------------- | ------------ | --------- |
| 2番  | 80   | 農林団地中央                                   | 農林団地循環 | ■関東鉄道 |
| 2番  |      | 農林団地・学園並木・常総学院入口・天川団地入口 | 土浦駅       | ■関東鉄道 |
| 2番  |      | 谷田部中央・桜ヶ丘団地                         | 牛久駅       | ■関東鉄道 |
| 2番  |      | 大和橋・きぬ医師会病院                         | 水海道駅     | ■関東鉄道 |

## 隣の駅
首都圏新都市鉄道
つくばエクスプレス
■快速・■通勤快速（平日下りのみ運転）
通過
■区間快速・■普通
みらい平駅 (TX16) - みどりの駅 (TX17) - 万博記念公園駅 (TX18)